# Olsen-bandens sidste stik
Olsen-bandens sidste stik er en dansk film fra 1998, instrueret af Tom Hedegaard og Morten Arnfred efter et manuskript af Henning Bahs. Med den slutter den lange række af film om Olsen-banden. Denne film var en efternøler efter 17 års pause, hvor de øvrige film var indspillet med en årlig premiere eller tæt derpå i perioden 1968-1981.
Under indspilningerne døde både Poul Bundgaard og instruktøren Tom Hedegaard. Morten Arnfred overtog instruktionen, mens Tommy Kenter indspillede enkelte scener i rollen som Kjeld (Bundgaards rolle), og Kurt Ravn lagde stemme til. Det blev arrangeret således, at Kjeld enten ses bagfra eller på lang afstand. Man havde dog nået at få en del scener med nærbilleder af Poul Bundgaard optaget forinden, så udskiftningen har ikke betydet det store for den samlede film, bortset fra slutningen, som helt måtte omskrives, så Kjeld ikke var med. I stedet er Ruth det tredje medlem af Banden.

## Handling
Efter 17 år er Egon anbragt på Institut for teoretisk kriminalitet, som er en psykiatrisk anstalt for uhelbredeligt kriminelle personer. Nu havde han for første gang forladt anstalten for at medvirke i et tv-talkshow. Benny, som arbejdede sort for et taxiselskab, og Kjeld, som sidder i kørestol og bor på plejehjem efter Yvonnes død i 1987, så begge udsendelsen. De beslutter sig begge for øjeblikkeligt at besøge tv-studiet for igen at opsøge Egon, som de ikke har set i 17 år.
Hvor Egon efter sin medvirken i talkshowet fortvivlet leder efter et toilet, går han uden for studiet hvor han møder Benny. Sammen beslutter de sig for at besøge Kjeld på plejehjemmet. Kjeld har mødt en dame, Ruth, med hvilken han vil købe en lejlighed til dem begge i Málaga. Naturligvis har Egon en ny plan, som skal føre Olsen-banden til det nødvendige kapital. Egon har igennem sin lange tid i psykiatrien udtænkt utallige planer, som alle er blevet konfiskeret af forstanderen og nu befinder sig i hans pengeskab. Olsen-banden præsterer at åbne pengeskabet for at kunne realisere Egons største plan, nemlig at røve de engelske kronjuveler.
Det er dog ikke kun Kjeld og Benny som kunne genkende Egon i fjernsynet, men også departementschef Hallandsen fra Justitsministeriet. Dette volder Olsen-banden et problem, nemlig at der i Danmark findes en kuffert, som indeholder de strengt fortrolige Wandenberg-dokumenter. Hvis disse kommer til offentlighedens kendskab, vil hele verden bryde sammen, da disse dokumenter indeholder præcise beskrivelser af alle større skandaler fra de seneste årtier. Et første forsøg fra Hallandsens side på, med hjælp fra to af ministeriets kontorbetjente, at stjæle dokumenterne fra Udenrigsministeriets arkiv, hvor de opbevares, mislykkedes. På grund af udsendelsen er han blevet mindet om Egon Olsen, hvilket gør problemet større. Han pålægger ekspeditionssekretær Holm-Hansen at finde Egon. Holm-Hansen rådspørger kriminalassistent Jensen, som egentlig skulle have været på pension for længst, men måtte vente i 17 år som følge af en computerfejl. Jensen råder Holm-Hansen til at tjekke det eneste i Danmark tilbageværende Franz Jäger-pengeskab fra 1944, som Egon før eller siden vil bryde op. Dette skab befinder sig på Institut for teoretisk kriminalitet.
På instituttet har Egon i mellemtiden planlagt at stjæle sine planer fra pengeskabet. På flugten ud af instituttet bliver de pludselig antastet af forstanderen, som naturligvis vil spærre Egon inde på ny. I sidste øjeblik griber Holm-Hansen ind og medbringer Egon, hvor Kjeld og Benny forlader instituttet ubemærket.
Egon bliver bragt til Hallandsen, som giver Egon til opgave at stjæle Wandenberg-dokumenterne − naturligvis mod en afmålt belønning. Efter at de to kontorbetjente har hjulpet Hallandsen, røver Egon dokumenterne indenfor få minutter. Efter at Hallandsen har fået dokumenterne, forlanger Egon den lovede belønning, men spærres i stedet nede i en fangekælder i Justitsministeriet, hvor han igen angribes af Bøffen og hans medhjælper Alf. Imidlertid lykkes det Kjeld og Benny at befri Egon i sidste øjeblik.
Hallandsen vil lade kufferten med Wandenberg-dokumenterne destruere på den topmoderne, statslige destruktionsanstalt, hvilket Egon vil forhindre og bringe kufferten i sin besiddelse for at afpresse Hallandsen. Sammen med Benny og Kjeld kan han − ved hjælp af en bådshage, en flaske flydende opvaskemiddel og talrige andre remedier − tilbagetage kufferten med Wandenberg-dokumenterne. Hallandsen er dybt chokeret, da han kører derfra. Bøffen og Alf angriber igen Egon.
Da Olsen-banden kører til Øresundsforbindelsens byggeplads, hvor kufferten skal afleveres, stiger Ruth pludselig ind i bilen i stedet for Kjeld. Hun begrunder det med at Kjeld ikke har det så godt, og at hun derfor kommer i stedet for ham. Modvilligt tillader Egon hendes tilstedeværelse.
Da de ankommer til byggepladsen, angribes Egon, Benny og Ruth på ny af Bøffen og Alf og sænkes ned i en byggegrotte, hvor de − sammen med Wandenberg-dokumenterne og Egons planer − skal skaffes af vejen. Som følge af Egons indgriben kan de befries.
Samtidig møder de en gammel bekendt i Danmark − Kjelds søn Børge, som i mellemtiden lever som international selskabstømmer i udlandet. Han erfarer fra Kjeld, hvad der er sket, og begynder derefter at lede efter Egon, Benny og Ruth. Da han ankommer til byggepladsen, træffer han den med glæde samlede Olsen-bande. Hvor Benny siger farvel, kræver Egon sin belønning af Holm-Hansen. I næste øjeblik ser Egon hjælpeløst, hvordan Ruth og Alf smider kufferterne med Egons planer og Wandenberg-dokumenterne op på en entreprenørmaskine, hvorefter de forsvinder sporløst. Hallandsen vil flygte til Jylland og Holm-Hansen udnævnes til hans efterfølger, hvis første handling er at pensionere kriminalassistent Jensen.
I slutningen af filmen rejser Egon, Benny, Kjeld, Ruth og Alf til Børges villa i Portugal for at leve resten af deres liv i fred og ro. Egon planlægger stadig at realisere den eneste tilbageværende plan, tyveriet af kronjuvelerne.

## Om filmen
Titlen Olsen-bandens sidste stik skal ses i sammenhæng med, at det er den sidste Olsen-banden-film. Desuden kan det ses som et spil mellem banden og myndighederne, hvor det hele tiden er et spørgsmål om, hvem der taget det sidste stik og dermed vinder spillet.
Et gennemgående tema i filmen er, at hovedpersonerne er blevet gamle, med de følger det har. Kjeld er således kommet i kørestol, hvilket til gengæld udnyttes, da Wandenberg-dokumenterne skal stjæles fra Statsdestruktionsanstalten. Her skal Egon hejses ned fra loftet i et reb, som sidder fast på Kjelds kørestol. Et andet eksempel er kriminalassistent Jensen, der gerne vil på pension, hvilket han kan komme til, hvis han hjælper med at få fat i Egon. Da han kender banden godt, ved han hvor de tager hen og hvad deres næste plan er.
I modsætning til de tidligere film er Kjelds kone Yvonne ikke med, da hun er død i mellemtiden. Til gengæld har han fået Ruth som besøgsveninde.
En anden ændring er at banden ikke benytter Bennys Chevrolet, når de skal rundt. Til gengæld arbejder Benny sort for et taxiselskab, så han kan låne en handicapbil med lift, så de kan få Kjeld og hans kørestol med.

## Tilblivelseshistorie
I 1981 indspilledes med Olsen-bandens flugt over plankeværket og Olsen-banden over alle bjerge en todelt historie til afslutning af den 13-årige Olsen-bande-serie. Derefter planlagde instruktøren ikke at lave flere film om Olsen-banden. Da en af hovedskuespillerne, Kirsten Walther, døde i 1987, blev det besluttet ikke at lave en yderligere film i serien, da Erik Balling ikke anså en Olsen-banden-film uden Walthers Yvonne-figur som realistisk. Derefter ønskede enkelte af de medvirkende, specielt Poul Bundgaard, at lave en yderligere film i serien.
I 1996 indspillede Sprogøe, Grunwald og Bundgaard en reklamefilm på fire et halvt minut, Olsen-bandens spareplan, for elsparerådet, instrueret af Erik Balling, staminstruktøren for Olsen-banden. På baggrund af erfaringerne blev det i 1997 besluttet at indspille en fjortende Olsen-banden-film. Henning Bahs skrev manuskriptet, hvorimod Balling på grund af sin dårligere sundhedstilstand ikke deltog i filmens opståelsesproces, men dog fungerede som konsulent og havde en kort gæsteoptræden i filmen. I slutningen af 1997 blev Mitteldeutscher Rundfunk valgt som samarbejdspartner. MDR foreslog at bruge Leipzig som handlingsby og Uwe Steimle i rollen som en saksisk kommissær, hvilket dog blev afvist af Nordisk Film. Den 20. april 1998 begyndte indspilningsarbejderne. I første omgang blev alle indendørsoptagelserne lavet i Nordisk Films studier.
Projektet fik et stort tilbageslag den 3. juni 1998, da Poul Bundgaard døde i en alder af 75 år. Arbejdet med filmen blev i første omgang indstillet, efter at indendørsoptagelserne var næsten færdiggjorte. Derefter betragtede man indspilningsarbejderne som helt afbrudte, men efter aftale med Bundgaards familie besluttede man at gøre filmen færdig alligevel. Bundgaard havde, selv om han i nogle år forinden havde været meget syg, fået opfyldt sit ønske om at lave endnu en Olsen-banden-film.
Man ledte nu efter en ny skuespiller, som kunne erstatte Poul Bundgaard hhv. Kjeld-figuren i udendørsoptagelserne. Efter at prøveoptagelser med en amatørskuespiller, som lignede Bundgaard, forløb utilfredsstillende, blev Tommy Kenter sminket så han kom til at ligne Poul Bundgaard, mens Kurt Ravn lagde stemme til. Han kom til at spille Kjeld i de endnu ikke-lavede udendørsoptagelser, hvor han i andre scener som for eksempel slutningen ved Øresundsforbindelsens byggeplads, blev helt skrevet ud af manuskriptet og erstattet af Ruth (spillet af Grethe Sønck).
Kun få dage før indspilningsarbejdernes afslutning, den 6. august 1998, døde instruktøren Tom Hedegaard efter få dages sygdom. De resterende indspilningsarbejder blev lavet af Morten Arnfred, og afsluttet den 24. august 1998.

## Tysk synkronisering
Den tyske synkronisering af filmen fandt sted i april/maj 1999 i Synchron- und Tonstudio Leipzig. Oversættelsen blev lavet af Wolfgang Woizick, som tidligere havde lavet DEFA-oversættelser af to tidligere Olsen-banden-film og i 1970 havde opfundet udtrykket "Mächtig gewaltig". Woizick havde ingen tysk oversættelse af dialogerne til rådighed, men derimod kun det danske originalmanuskript og en engelsk oversættelse, hvormed den tyske oversættelse indeholder visse oversættelsesfejl.
De tyske skuespillere Karl Heinz Oppel og Erhard Köster lagde som i de tidligere film DEFA-synkronstemme til Egon hhv. Kjeld. Da skuespilleren Peter Dommisch, som i de tidligere film havde lagt stemme til Benny døde i 1991, var det Roland Hemmo som lagde stemme til Benny i den fjortende film, hvilket ikke kunne forstås af flere fans. Bert Franzke lagde stemme til Kriminalassistent Jensen i stedet for den i 1997 afdøde Dietmar Richter-Reinick, mens den kendte teaterskuespiller Matthias Hummitzsch lagde stemme til Holm.
Den tyske udgave af filmen er i forhold til den originale danske udgave ca. ni minutter kortere, hvilket bringer den i det mere fjernsynsvenlige format på ca. 90 minutter.
Filmens premiere i Tyskland blev forsinket, da det ikke var muligt at leje de tyske biografer. Det tidligere tyske udlejningsselskab for Olsen-banden, Progress, fik i første omgang ansvaret men overdragede det senere til Arsenal, som sendte filmen i biograferne den 18. november 1999. Den kunne næsten kun ses i det østlige Tyskland.

## Medvirkende
- Ove Sprogøe − Egon Olsen
- Morten Grunwald − Benny Frandsen
- Poul Bundgaard − Kjeld Jensen
- Grethe Sønck − Ruth Hansen
- Jes Holtsø − Børge Jensen
- Axel Strøbye − Kriminalassistent Jensen
- Ole Ernst − Politiassistent Henning Holm
- Bjørn Watt Boolsen − dept.chef Hallandsen, Justitsministeriet
- Henrik Koefoed − eksp.sekr.[6] Holm-Hansen, Justitsministeriet
- Hanne Løye − Fru Jochumsen
- Ove Verner Hansen − Bøffen
- Michael Hasselflug − Alf
- Jesper Langberg − Direktør
- Claus Ryskjær − Portvagt
- Henrik Lykkegaard − Sikkerhedsvagt
- Tommy Kenter − Stand-in for Kjeld Jensen
- Kurt Ravn − Kjelds stemme
- Holger Perfort − Overlæge
- Jesper Klein − Beruset vagtmand[a]
- Jan Hertz − Ejendomsmægler
- Benny Hansen − Portør
- Søren Rode − Overarkivar
- Claus Bue − Arkivar
- Michael Carøe − Studievært
- Gordon Kennedy − Regissør
- Lars Knutzon − Regissør
- Frank Eberlein − Komapatient i Nerveklinik
- Kjeld Nørgaard − Direktør for Valby Vognen
- Asger Reher − Medhjælper for Egon
- Henning Sprogøe − Embedsmand, der forsøger kup
- Troels II Munk − Ministerieansat, der skal begå indbrud
- Allan Olsen – Rekvisitør på Nordisk Film
- Henning Bahs – Sig selv
- Erik Balling – Sig selv

## Trivia
- Huset, som tjener som udvendig kulisse for Børges villa i Portugal, befinder sig i virkeligheden i den københavnske forstad Charlottenlund.
- Flere af de i filmen medvirkende personer har gæsteoptræden:
  - Olsen-bandens skabere, Erik Balling og Henning Bahs, befinder sig i et bagværelse i tv-studiet og arbejder på skrivemaskiner.
  - Kostumier Lotte Dandanell og maskør Elisabeth Bukkehave har gæsteoptræden som sygeplejersker på Institut for teoretisk kriminalitet.
  - Den tyske radiojournalist Frank Eberlein, som har en stor Olsen-bandesamling, har skrevet to bøger om Olsen-banden og fulgte arbejderne med denne film, kan ganske kort opleves som komapatient på Institut for teoretisk kriminalitet.
- Den ene af de to embedsmænd, som i starten af filmen forsøger at stjæle Wandenberg-dokumenterne, spilles af Ove Sprogøes søn Henning Sprogøe.
- Benny Hansen, som kort kan opleves som portør, døde den 27. august 1998.
- Bjørn Watt-Boolsen døde kun 10 dage efter filmens premiere, den 28. december 1998.
- Med filmen Olsenbandens siste stikk lavedes i Norge i sommeren 1998 næsten samtidigt en nyindspilning med denne film som forbillede, som havde premiere to måneder senere, den 19. februar 1999.

## Ekstern henvisning
- Olsen-bandens sidste stik på Internet Movie Database (engelsk)
- Olsen-bandens sidste stik på Filmdatabasen
- Olsen-bandens sidste stik på danskefilm.dk
- Olsen-bandens sidste stik på danskfilmogtv.dk
- Olsen-bandens sidste stik på Scope
- Olsen-bandens sidste stik på The Movie Database (engelsk)
- Olsen-Banden-lokationer